# Heinrich Wilhelm Hahn der Ältere

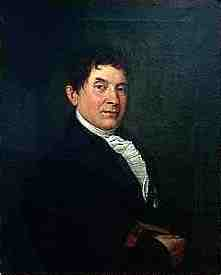
Heinrich Wilhelm Hahn

Heinrich Wilhelm Hahn der Ältere (* 30. Oktober 1760 in Lemgo; † 4. März 1831 in Hannover) war ein deutscher Buchhändler und Verleger, der 1792 die Hahnsche Buchhandlung in Hannover begründete.

## Leben
Nach dem Schulbesuch und einer 1774 begonnenen Buchhändlerlehre in Lemgo wurde Hahn 1783 bis 1791 Mitarbeiter der Helwingschen Hofbuchhandlung in Hannover. 1792 machte er sich mit einer eigenen Buchhandlung unter Unterstützung und Förderung durch den hannoverschen Staatsminister Franz Ludwig Wilhelm von Reden wie auch den Hofrat und Leibarzt Zimmermann in Hannover selbstständig.
1814 war Hahn Mitbegründer der Hannoverschen Bibelgesellschaft, für die er im Folgejahr den Auftrag zum Druck von 10.000 Bibeln an den Drucker und Verleger Friedrich Bernhard Culemann vergab.
In die Buchhandlung nahm er bald seinen Bruder Bernhard Heinrich Hahn bzw. Bernhard Dietrich Hahn als Mitgesellschafter auf. Die Buchhandlung firmierte damit in Hannover bis 1817 als Gebrüder Hahn, danach als Hahnsche Hofbuchhandlung. Er übernahm mehrere Buchhandlungen in Hannover, Halle und Leipzig. Durch die Übernahme der von Johann Friedrich Fritsch bereits Ende des 17. Jahrhunderts gegründeten angesehenen Leipziger Verlagsbuchhandlung im Jahr 1810 wurde dort eine eigenständige Niederlassung unter Hahnsche Verlagsbuchhandlung errichtet.
Sein Partner und Sohn Heinrich Wilhelm Hahn der Jüngere setzte das Geschäft fort und baute es weiter aus.

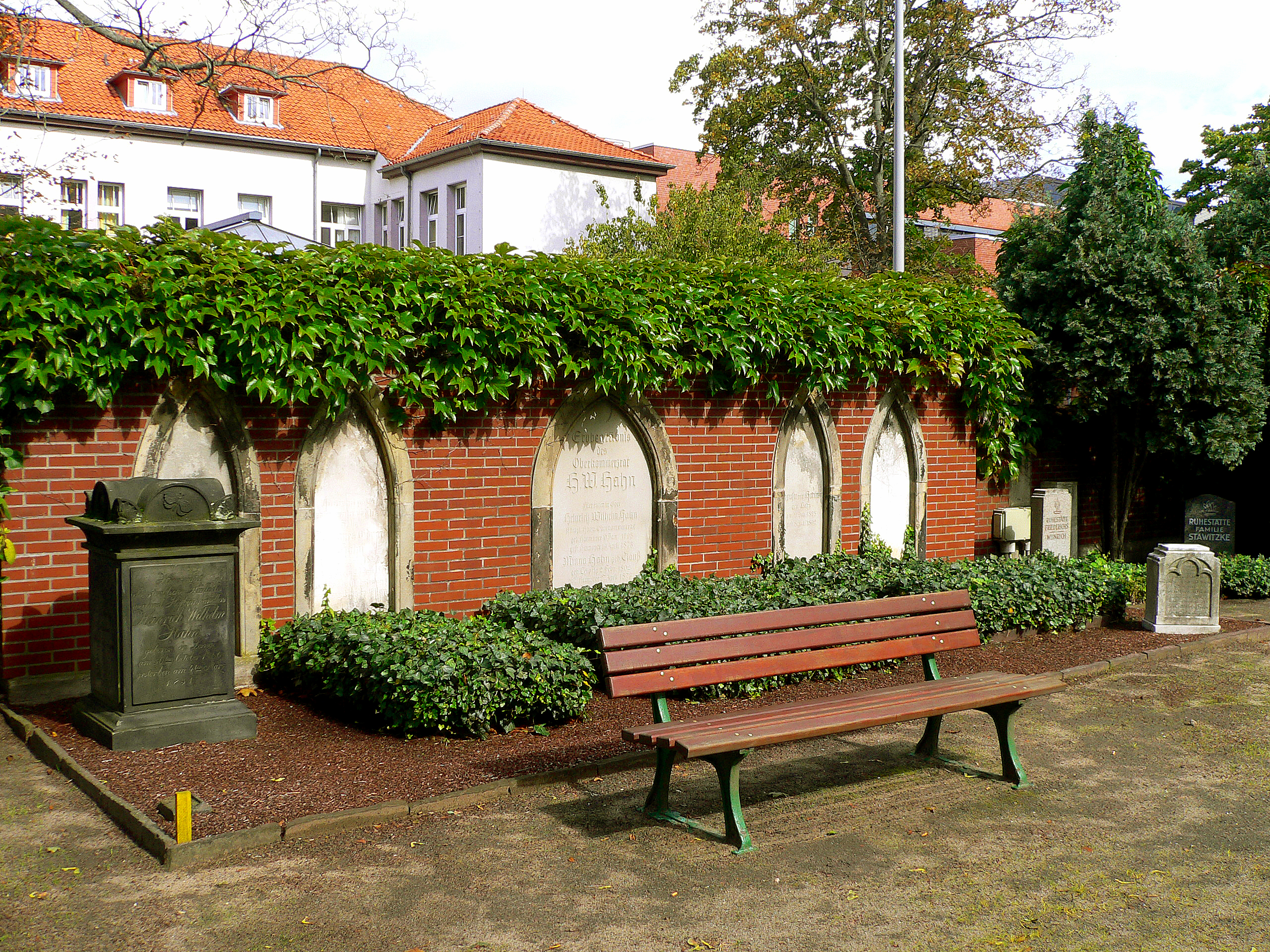
Familien-Erbbegräbnis des Sohnes auf dem Neuen St.-Nikolai-Friedhof; ganz links der später dorthin versetzte Grabstein des Vaters

Der Grabstein von Heinrich Wilhelm Hahn d. Ä. wurde später auf die Familien-Erbbegräbnis des Sohnes auf den Neuen St.-Nikolai-Friedhof in Hannovers Stadtteil Nordstadt versetzt.